# 庄内町五ケ瀬
庄内町五ケ瀬（しょうないちょうごかせ）は、大分県由布市内の大字。郵便番号は879-5412。

## 地理
由布市の南部、大分川支流の、芹川左岸の地域。旧庄内町のうち旧東庄内村に属していた。庄内町柿原、庄内町大龍と接する。芹川を挟んで庄内町龍原と接する。他市とは竹田市直入町大字下田北、大分市太田と接する。

## 歴史
- 1889年4月1日 - 町村制の施行により、東庄内村が発足。（大分郡東庄内村）。
- 1954年11月1日 - 阿南村・東庄内村・西庄内村・南庄内村・阿蘇野村が合併し、大分郡庄内村が成立。（大分郡庄内村）
- 1955年4月1日 - 町制施行により大分郡庄内町が成立。（大分郡庄内町大字五ケ瀬）
- 2005年10月1日 - 挾間町・庄内町・湯布院町で新設合併、市政施行で由布市が成立。大字表記および番地表記の「の」が廃止される（由布市庄内町五ケ瀬）[3]。

## 小・中学校の学区
市立小・中学校に通う場合、学区は以下の通りとなる。
| 町名       | 小学校               | 中学校             |
| ---------- | -------------------- | ------------------ |
| 庄内町大龍 | 由布市立東庄内小学校 | 由布市立庄内中学校 |

## 交通

### バス
かつては、大分バスが路線を営業していたが、由布市コミュニティバス・竹田市コミュニティバスに転換している。

### 道路
- 国道210号
- 大分県道30号庄内久住線
- 大分県道618号籠原挾間線

## 施設
- 大分県立由布高等学校
- 由布市立東庄内小学校
- 由布市庄内町総合運動公園
- 大分県企業局芹川第2発電所